# O-daiba.com
o-daiba.com（おだいばドットコム）は、フジテレビが2000年夏に開催したイベント「お台場どっと混む!」のオフィシャルウェブサイト、および2000年から2002年にかけてフジテレビジョンで放送されたドキュメントタッチの深夜ドラマ。

## あらすじ
西暦2000年10月―成瀬一美の小さなホームページから発信された「平凡な15歳の女の子でも、インターネットを使えば何か大きなことができるはず」というメッセージ。その呼びかけに共感した淡井真紀、田中リタ、高原零、板倉あやのが秘密のアジトに集結した。

## 概要
5人の少女（リアルシスターズ）が自分たちのサイト「o-daiba.com」（現在はフジテレビへの転送ページ）から「インターネットでカクメイを起こそう!」とするドラマ。
リアルシスターズは現実社会へ飛び出し、大手企業との連動、オリジナルコンテンツの開発などを推し進める。
このように、ドラマと情報エンターテイメントをミックスし、当時フジテレビが運営していたポータルサイト「o-daiba.com」と連動させ、インターネットの面白さを紹介したインターネット連動番組である。
リアルシスターズのリーダー・成瀬一美を演じたのは、『死国』『バトル・ロワイアル』等への出演で注目を集めつつあった栗山千明で、これまで演じていた役柄と異なる「平凡でつまらない」少女を演じた。栗山に加え、全日本国民的美少女コンテストグランプリの須藤温子、おはガールとして活躍していたドラマ初出演のベッキー、『EUREKA』に出演した宮﨑あおい、栗山と『六番目の小夜子』（NHK教育）で共演した松本まりからの、美少女女優が共演した。
リアルシスターズの5人はそれぞれが各方面で活躍している現在においてもかけがえのない親友である。4歳から子役として活動し、このドラマがはじめて同年代の女優たちとの共演であった宮﨑は「会うだけでパワーをもらえる」と語っている。
演出の福原伸治はフジテレビ社内で「美少女女優の先物買い」と呼ばれており、様々な若手女優を積極的に登用している。近年でも『ガチャガチャポン!』で夏帆や多部未華子を登用した。

## 放送内容

### 秘密倶楽部o-daiba.com
（2000年10月 - 2001年3月、全22話）

#### あらすじ
一美の呼びかけで秘密のアジトに集結した5人の少女たちが、リアルシスターズとして自分たちのサイト「o-daiba.com」でインターネットの世界にカクメイを起こすべく活動する。誰もが楽しめるエンタテインメント・ポータルサイトを目指して、大手企業との提携、オリジナルコンテンツの開発などを推し進める。

#### 放送リスト
- 第1話 ドットの歴史は夜作られる （2000年10月9日）
一美の呼びかけで、秘密のアジトに一美、あやの、真紀、リタの4人が集まる。
- 第2話 ネットアイドルを撃て! （2000年10月16日）
魅力的なコンテンツ作りを目指して、ニュータイプのネットアイドル「リアルシスターズ」を結成。零が登場。
- 第3話 人生+悩み＝爆破 （2000年10月23日）
新しいコンテンツを人生相談にするか、占いにするかで真紀とリタが対立。零の一言から、悩みを爆破するコンテンツをつくることに。
- 第4話 ネット恋愛は本物の恋と呼べるか （2000年10月30日）
ネットを通じた恋愛は本物の恋と呼べるのか。縁結びの神社が新たなコンテンツに。
- 第5話 一美と零 （2000年11月6日）
零と一美の対話。零が語るネットの無限の可能性とは…
- 第6話 宣戦布告 （2000年11月13日）
ポータルサイトgooを運営するNTT-X（当時）に対して宣戦布告する。
- 第7話 会員獲得強化月間 （2000年11月20日）
多くの会員を集めるべく作戦会議。真紀は渋谷で謎の密談。ポイントシステム「REAL」を導入。提携企業の募集を告知。
- 第8話 アキバ・バージン・マップ大作戦!! （2000年11月27日）
あやのがオンナの子のための「アキバ・マップ」作りを提案。カカクコムの創業者・槇野代表取締役（当時）が出演。一方、リタはネット株式で大損。リアルシスターズシスターズの募集を告知。
- 第9話 Rsz歳末大感謝プロモ大作戦 （2000年12月4日）
リアルシスターズのプロモーションビデオを作り、ストリーミング配信する。5人で「守ってあげたい」（荒井由実）を歌唱したり、真紀がリタのツッコミ役として定着したりするなど、5人の演技とも素ともつかない自然な表情が見られるようになった回。
- 第10話 オンナはネットで勝負する （2000年12月11日）
5人のキャラメール作り。お笑いキャラクタ→道場（司会：「宇宙のアイドル」田中リタ）が行われた。
- 第11話 リアルシスターズは燃えているか （2000年12月18日）
ロドニー・グリーンブラットにリアルシスターズのキャラクターを描いてもらうべく、表参道のロドニーカフェで料理作りに奮闘する。
- 第12話（インパクスペシャル） リアルシスターズ インパクに参戦する （2000年12月25日）
一美、真紀、リタ、零の4人が「東京ドームシティ クリスマス」 で3つの課題をクリアすべく奮闘。ロドニーデザインのキャラクター「パワードット」がお披露目された。
栗山はバトル・ロワイアルの舞台挨拶のため、「迷子になった」との設定で途中退場した。
一美が首の寝違え、あやのはパソコンの感染、リタは風邪、零は虫歯とメンバーが満身創痍な中、フジテレビからの業務提携（インパク参加）の話が舞い込む。飯島局長が初登場。
- 第13話 新春マジカルミステリーツアー （2001年1月8日）
観光バスで東京をめぐり、3ヶ月の歩みを振り返る。サイトで集めていた絵馬を愛宕神社に奉納した。一美の書いた絵馬の内容は今後の展開に波乱を巻き起こすこととなる。カルタ大会の結果、リタが「2代目リーダー」に就任する。
- 第14話 初めての商談 （2001年1月15日）
「2代目リーダー」リタがリアルシスターズ本刊行のため、初めての商談に挑む。
- 第15話 地獄の研修合宿、そして進路問題 （2001年1月22日）
「2代目リーダー」リタがリーダー修行のため地獄の合宿。一美はリアルシスターズの活動と高校受験の間で苦悩する。リアルシスターズシスターズのオーディションを開催した。サイト上では徹底討論のコーナーがスタート。
- 第16話 合い言葉はネバーギブアップ! （2001年1月29日）
自分の進路を思い悩んでいた一美は、リアルシスターズに専念することを決意し、あやの、真紀、零の前でリアルシスターズのオーディションに挑む。
- 第17話 リアル学級会・進路について大激論! （2001年2月5日）
一美の進路について同世代の女の子たちと議論する。
- 第18話 15歳のバレンタインデー （2001年2月12日）
思いを寄せるメル友が来日し、あやのは彼と会うことに。
- 第19話 真紀、リアルシスターズ脱退!? （2001年2月19日）
「o-daiba.com」がインパクパビリオン賞で数々の賞を受賞する一方、真紀は自らの役割に苦悩する。
- 第20話 それぞれのポジション （2001年2月26日）
真紀の脱退宣言で沈み込むリアルシスターズを何とか盛り上げようと苦闘する「2代目リーダー」リタは、勝手にRsz本イベントを開こうとして補導される。自らのポジションを再確認した真紀はリアルシスターズに復帰。一美もリーダーに復帰する。
- 第21話 底抜け脱線?! リアルシスターズ （2001年3月5日）
一美とリタはインパク授賞式に出席。フジテレビ出演が決まり、練習を兼ねて大喜利大会を開く。テレビ出演が失敗した場合はリアルシスターズを解散させると宣言する零。「助けなんて必要ない」と強がる零を救うため、一美は決意を固める。
- 第22話（最終回） She is One 彼女こそ救世主 （2001年3月12日）
フジテレビの番組・「ウダマイコアワー」（架空）に出演するリアルシスターズ。一美は画期的なコンテンツ・友情によって零を救おうとする。

### 株式会社o-daiba.com〜美少女IT戦士リアルシスターズ
（2001年4月〜9月、全24話）

#### あらすじ
―少女たちの名前はリアルシスターズ。ポータルサイト「o-daiba.com」をプロデュースするIT戦士である。彼女たちの使命はインターネットを武器にリアルなビジネス世界で「カクメイ」を起こすこと。世のため、人のため、そして愛のためにリアルシスターズは今日も戦うのだ。なお、このプログラムはフィクションでは無い。90%、いや70%、いや50%くらいはリアルな出来事なのだ（オープニングナレーション：柴田秀勝）。
フジテレビとの業務提携、インパクへの参加など活躍を続けるリアルシスターズに、「リアルシスターズを会社組織化」しないかという話が舞い込んでくる。いよいよカクメイ計画を本格化させるリアルシスターズに、その行く手を阻む悪の組織「4ne4ne団」が現れる。

#### 放送リスト
MISSION 3〜5はDVDには収録されていない。そのためDVDではMISSION 6以降は話数が3話ずつ繰り上がっている。
- MISSION 1 緊急指令! 社長は誰だ!! （2001年4月9日）
フジテレビの飯島局長から会社組織化を提案されたリアルシスターズ。ビットバレーの起業家に友人の多い真紀が会社のつくり方をレクチャーする。「社長失格選挙」の結果、誰も投票しなかった一美が社長に就任することに。
- MISSION 2 卑劣! ロドニー誘拐 4ne4ne大作戦! （2001年4月16日）
飯島局長に、会社組織化の試験としてロドニーと新たな契約を結ぶことを命じられたリアルシスターズだが、ロドニーは「4ne4ne団」に誘拐されていた! なんとかロドニーとの契約を結ぶことに成功した一美だが、留守を守っていた零が「4ne4ne団」に襲撃される。
- MISSION 3 名刺を狙え! （2001年04月23日）
- MISSION 4 始動! ゲーム開発プロジェクト （2001年04月30日）
- MISSION 5 危険! アイコラに気をつけろ!! （2001年05月7日）
- MISSION 6 わたしたちお金がありません! （2001年05月14日）
資本金300万円でスタートした有限会社リアルシスターズだが、いつの間にか19万円余りに減ってしまっていた。ノー天気なリタと零に激怒するあやのと真紀。今回の指令は、ブロードバンドに対応するビジネス・コンテンツの検討。ブロードバンド研究のため、あやのと真紀は「Yahoo!Cafe」へ。「Yahoo!Cafe」のプロモ製作のために消費者金融から借金をしてしまう。ぎくしゃくする4人を仲直りさせるため一美が奮闘する。なお、「4ne4ne団」とのプロモコンペは、ネット投票で大型掲示板2ちゃんねるの住人が大挙して4ne4ne団に投票したことから敗北を喫した。
- MISSION 7 濡れたTシャツをゲットせよ! （2001年05月21日）
オフィスのガス・水道・電気を止められる大ピンチ！ 資金稼ぎのため、e-コマースによるグッズ販売を思い立ち、そのノウハウを吸収するため、リタが楽天市場を展開する楽天に潜入。5人は「夏」をテーマにオリジナルTシャツを製作する。
- MISSION 8 ゲットバック!! リアルシスターズ （2001年05月28日）
金策に奔走する零。真紀は新たな企業提携を模索。フジテレビから業務提携凍結の方向が示される苦境のなか、一美は、本当に何がやりたかったのかを思い出すことでリアルシスターズを再建しようと提案する。
- MISSION 9 恋愛か!? 仕事か!? それが問題だ!! （2001年06月4日）
「私たち自身がコンテンツよ」とのリタの提案から、オフィスからブロードバンド対応のコンテンツを配信することに。「リタのお悩み相談室」を収録中に恋愛か仕事かで激論に。
- MISSION 10 愛のお弁当大作戦!! （2001年06月11日）
真紀とリタは山梨県のサン宝石へ。愛機NEOの「治療」のため秋葉原に通っていたあやのは、パソコンショップの店員に恋をする。3人はハート型の太巻き「ハート巻き」作りにチャレンジする（「あやののラブラブクッキング」）。また、真紀を除く4人は、この日行われた「プレイステーションアワード2001」のプレゼンターをつとめた。
- MISSION 11 不思議な不思議なカメの物語 （2001年06月18日）
祖母の墓参から帰る途中の零は亀を拾う。企画会議が怪談コンテストに発展した夜から、オフィスでは不可思議な現象が続発する。不安に感じたリタは一美を連れて魔女カメリア・マキ・ダークムーンの元を訪れる。また山梨では、真紀が5人の友情を表現したオリジナルアクセサリーのデザインを完成させる。「カメリア・マキのHoroscope」コーナーがサイトに新設。
- MISSION 12 リアルシスターズ殺人事件（前編） （2001年06月25日）
真紀が山梨から帰京し、成果を報告する。（「マーキー&リタのいい日山梨紀行」）
- MISSION 13 リアルシスターズ殺人事件（後編） （2001年07月2日）
夏のイベント「お台場どっと混む!」との連動企画のため、零はインターネットドラマの脚本を書くことに。
―2008年7月7日、リアルシスターズの同窓会で国民的スーパーアイドルとなった田中リタが殺害される―
- MISSION 14 リアルシスターズ大江戸捜査網 （2001年07月16日）
一美の携帯電話に助けを求めるメールが! メールの指示に従って東京中を走り回る。実は、零が企画したゲームのシミュレーションだった。なお、この回から零の髪型がショートになっている（宮﨑が出演中のドラマ『フレーフレー人生!』（日本テレビ）の中でショートカットにしたため）
- MISSION 15 愛のリベンジ大作戦!! （2001年07月23日）
またあやのが恋をした。恒例の「あやののラブラブクッキング」ではクッキー作りに挑戦。飯舘村の高校生から業務提携を申し込むビデオメールが届く。
- MISSION 16 株式会社o-daiba.com 特別企画インターネットドラマ「如月姉妹の幽霊屋敷」配信スタート記念特別番組 （2001年07月30日）
「ウダマイコ・アワー」での「如月姉妹の幽霊屋敷」のメイキング特集を見る5人。ストリーミング放送は果たして成功するのか。
- MISSION 17 黄色いハート オン・ザ・ロード （2001年08月6日）
福島県立相馬農業高校飯舘分校（現福島県立相馬農業高等学校飯舘校）生徒会の依頼による飯舘村村おこしプロジェクトが始動! 一美、あやの、リタが福島で珍道中を繰り広げる（「リアルシスターズのお料理バンバンザイ」）。居残りの2人はインターネットドラマの編集作業に追われていた。「黄色いハート」とは飯舘村特産のハート型のカボチャ。
- MISSION 18 Open Your Heart!! （2001年08月13日）
一美、リタは飯舘村での経験を経て、「本当にやりたいこと」「自分の進路」を思い悩む。リタは業務提携先のオーディション「クラリオン・スカラーシップMEDAMA2001」 を受験することに。だが、クラリオンからの依頼はスカラーシップアドバイザー（審査員）としての役割だった。詞を書けなくて悩んでいるリタにヒントを与えるという名目でカラオケ大会も行われた。8月1日にリアルシスターズ5人全員がゲスト出演した『古本新之輔 ちゃぱらすかWOO!』（文化放送）の模様も（実際にラジオで放送された内容とは異なる）。
- MISSION 19 Back To The Nature! （2001年08月20日）
「いいたて村「黄色いハート」まつり」に向けてリアルシスターズ5人は飯舘村へ。古い民家に泊まり、バーベキュー、浴衣で花火などを楽しむ。スイカをほうばりながらの語らいのシーンは台本ともアドリブとも判別がつかず、もはやドラマとは思えないくらい自然でリラックスした5人の表情が堪能できる。
- MISSION 20 いいたて村「黄色いハート」まつり （2001年08月27日）
8月25日にお台場フジテレビ本社で行われたイベントを中心とした放送。
- MISSION 21 なすがままに。 （2001年09月3日）
インターネットドラマやイベントなどの大成功によって、凍結されていたフジテレビとの業務提携が復活される。だが、一美は将来の夢について思い悩む。すべてのきっかけとなったノーパソ「由美かおる」を久しぶりに開いた一美は「I can do it!! BBS」というサイトにたどりつき、その主催者「mine」に1年前の自分を投影させる。そして真紀も写真家の夢を再燃させつつあった。リアルシスターズの強化をもくろむ零の株式会社化計画はリアルシスターズに激震をもたらした。真紀とリタは自分の夢を優先させ、リアルシスターズからの離脱を表明する。「o-daiba.com」と「月間デ・ビュー」の共同オーディション企画で選ばれた國貞加奈  が真紀の旧友役で出演。
- MISSION 22 Cry Baby Cry （2001年09月10日）
それぞれの夢へ向かって歩みだし、バラバラになっていくリアルシスターズ。一美は「mine」への接触を図る。だが「mine」の正体は…
- MISSION 23 Paint It,Black （2001年09月17日）
零が4ne4ne団に誘拐され、フジテレビとの業務提携解消を要求される。だが、「リアルシスターズのみんなと一緒にいたい」と考える零にとってそのようなことはもうどうでもよかった。リアルシスターズは4ne4ne団と直接対決。ふたたび5人で仲間として歩みだそうとしていたその時、「o-daiba.com」はクラッキングされ、「ByeBye o-daiba.com」とだけ表示された真っ白なページがあるだけだった。
- LAST MISSION（最終回1時間スペシャル） 光あるほうへ （2001年09月24日）
あやのの尽力でなんとか「o-daiba.com」は復活する。真紀は旧友の尾関茂雄（「秘密倶楽部」第1回にも登場）らから情報を収集。零は意識の世界でクラッカー「NФA（ノア）」に対峙する。だが「ノア」は「リアルシスターズ」と称するコンピュータウイルスを全世界へとばら撒こうとしていた。

### o-daiba.com外伝
（2001年10月、11月、2002年1月、全3話）
- あかね組参上! （2001年10月22日）
「ノア」との戦いから3ヶ月、「o-daiba.com」をひとりで守る一美の夢を継ぐ「あかね組」の物語。放送終了後、DVDの発売が告知され、サイトのBBSでリアルシスターズメンバーの「ネットで同窓会」が開催された。
　あかね組メンバー
　・安藤希
　・広沢まや
　・桜井真琴
　・伴杏里
　・榎本加奈子（特別出演）
- ネットdeスタア誕生! （2001年11月19日）
リアルシスターズがふたたび集結。
架空番組「ネットdeスタア誕生」内で結成された平田裕香・水谷妃里・上野なつひの3人からなるバーチャルシスターズが番組内で4連勝し、初めてのグランドチャンピオンに王手をかける。リアルシスターズのあやの、真紀、リタが挑戦を受ける。
- リアルシスターズ京都慕情 （2002年1月21日）
リアルシスターズの京都旅行。同窓会気分で盛り上がる5人だが、これは5人にとっての「卒業旅行」だった。

### インターネットドラマ「如月姉妹の幽霊屋敷」
リアルシスターズが出演し、スタッフをつとめた（設定の）インターネットドラマ。ストリーミング配信された。現在は、DVD-BOXのおまけディスクのみで見ることができる。

#### あらすじ
いわく付きの幽霊屋敷に集められた5人の少女たち。謎が謎を呼ぶ連続殺人! 犯人は誰なのか!?

#### キャスト
- 松本まりか（演・板倉あやの）：霊感を持つ不思議な少女（ヒロイン）
- 栗山千明（演・成瀬一美）：孤独な影を持つ少女
- 須藤温子（演・淡井真紀）：心優しき少女
- ベッキー（演・田中リタ）：負けず嫌いの少女
- 宮崎あおい（演・高原零）：恋愛第一主義の少女
- 古本新之輔（演・村西恭二）：刑事
- 宮下今日子（演・鴻池尚子）：映画監督
- 三遊亭あし歌（演・岩田洋介）：助監督

#### スタッフ
- ドラマ設定上のスタッフ
  - 脚本：高原零
  - 監督：田中リタ
  - 制作進行：淡井真紀
  - 技術・インターネット担当：板倉あやの
  - プロデュース：成瀬一美
- 実際のスタッフ
  - 脚本：武井彩
  - 助監督：近藤一彦
  - 監督：福原伸治
  - プロデュース：岩村真理子

## イベント
- ストリーミング生放送 リアルシスターズファン感謝祭インターネット生放送（2001年3月10日）
  - 進行：武田祐子アナウンサー
  - 内容：ファンとの大喜利対決、リタのお悩み相談室、リアルシスターズダービー
- リアルシスターズpresentsいいたて村「黄色いハート」まつり（2001年8月25日）
  - フジテレビ本社屋上庭園で行われた27日放送分の公開収録。進行は福井謙二アナウンサー。
  - リアルシスターズの5人が飯舘村に伝わる太鼓を披露。「黄色いハート」を使った料理2品の食べ比べ、飯舘村に関するクイズ大会などが行われた。
  - イベント参加者には「黄色いハート」、飯舘村特産のトマトジュースの缶詰などが配られた。
  - 番組の収録はイベント当日にも行われており、イベント参加者はフジテレビ局内でその模様を見ることができた。
  - 5人は真剣に太鼓を叩く表情とは裏腹に、食べ比べ、クイズ大会では非常にリラックスした表情を見せ、ベッキーが役を忘れてしまうハプニングもあった。
- リアルシスターズ・シークレットライブin台場（2002年3月23日）
  - 株式会社のオフィス（＝フジテレビのスタジオ）で行われたリアルシスターズの解散式。
  - ネット先行発売でDVDを購入していたファン500人を前にトークや寸劇を繰り広げた。
- DVD一般店頭発売記念イベント（2002年3月23日）
  - 秋葉原のISHiMARU SOFT 1で行われたイベント。5人全員が出席した。

## 登場人物

### リアルシスターズ
合言葉は「We can do it!」
- 成瀬 一美（なるせ かずみ）：栗山千明
  - ハンドルネーム：ONE
  - 生年月日：1985年4月7日
  - 「株式会社」での肩書き：有限会社リアルシスターズ 代表取締役社長
  - パソコン歴（「秘密倶楽部」スタート時）：2ヶ月と少々
  - 所持しているパソコン：ノートパソコン（名前は由美かおる）
  - 特徴：平凡でフツー（?）
  - 「平凡でつまらない」人生から抜け出すべく"I can do it! BBS"を立ち上げる。リアルシスターズのリーダーとして、多くの危機に直面し、それを乗り越える中で大きく成長を遂げる。
- 淡井 真紀（あわい まき）：須藤温子
  - ハンドルネーム：MAKEY
  - 生年月日：1984年11月11日
  - 「株式会社」での肩書き：有限会社リアルシスターズ デザイン・経理担当
  - パソコン歴（「秘密倶楽部」スタート時）：1年くらい
  - 特徴：アネゴ肌、オヤジ殺し
  - 在住する渋谷を拠点に幅広い人脈を持つ。
  - 写真、デザインに長ける。
  - リタのツッコミ役に。
- 田中 リタ（たなか りた）：ベッキー
  - ハンドルネーム：LITA
  - 生年月日：1985年12月24日
  - 「株式会社」での肩書き：有限会社リアルシスターズ 営業担当
  - パソコン歴（「秘密倶楽部」スタート時）：1年
  - 特徴：お調子者、「カリスマ美少女」（自称）
- 高原 零（たかはら れい）：宮﨑あおい
  - ハンドルネーム：ZERO
  - 生年月日：不明
  - 「株式会社」での肩書き：有限会社リアルシスターズ 監査役・渉外担当
  - パソコン歴（「秘密倶楽部」スタート時）：不明
  - 特徴：ミステリアス
  - 秘密のアジトを提供。リアルシスターズの命名者であり、Rsz（リアルシスターズ）計画によって5人を引き合わせる。
  - 父はネットビジネス界の大物。父との深い確執を抱えていたが、仲間との交流を通じ本来の自分を取り戻す。
  - 実は暗い場所、怖い話がキライ。
- 板倉 あやの（いたくら あやの）：松本まりか
  - ハンドルネーム：AI
  - 生年月日：1985年7月1日
  - 「株式会社」での肩書き：有限会社リアルシスターズ 技術担当
  - パソコン歴（「秘密倶楽部」スタート時）：5年
  - 所持しているパソコン：自作パソコンのNEO
  - 特徴：オタク、惚れっぽい、大食漢
  - 秋葉原を庭にし、卓越したコンピュータの専門知識を持つ。
  - カラオケの十八番は「木綿のハンカチーフ」
  - ブルース・リーのファン。サイトをつうじて出会った香港の青年に恋心を抱く。リアルな失恋の痛みを経験して成長した。

### 4ne4ne団
イメージはタイムボカンシリーズの「三悪」から、ネーミングは愛の戦士レインボーマンの「死ね死ね団」から。
- マリコ様：宮下今日子
- ソンソン：古本新之輔
- ガンガン：三遊亭あし歌
- なんだべえ（声）：柴田秀勝

### その他
- 飯島フジテレビ経営企画局局長：リアルシスターズにスパイ大作戦をイメージさせる指令を命じる役目として、株式会社シリーズに準レギュラー出演

## その後のリアルシスターズ
- 番組終了後もそれぞれのブログで何度もお互いの名前が出てくるなど、現在でも交流を持っている。
- 毎年末にはメンバー5人で集まっているとベッキーがブログで語っている。

## スタッフ
- 脚本：浅田聖林（アサダアツシ）、加藤智久、武井彩
- プロデュース：岩村真理子
- 演出：福原伸治（「ウゴウゴルーガ」のディレクター、「ガチャガチャポン!」のプロデューサーとして知られる）
- 制作：フジテレビジョン 情報制作局情報2部
- 技術・インターネット担当：レフティーズ
- 技術・コンテンツ担当：テクモ（力丸雄人）
- 技術・セットデザイン担当：鈴木賢太
- 技術・ウェブ、ロゴデザイン担当：洞上恵理

## 商品
DVD
- 「秘密倶楽部&株式会社Special DVD-BOX」
- 「秘密倶楽部 odaiba.com DVD-BOX」（3枚組）
- 「株式会社 odaiba.com DVD-BOX」（4枚組） いずれもポニーキャニオンより（生産終了）

書籍
- 「ティーンズサイト大冒険」 勁文社（絶版）

## 関連サイト
- 株式会社o-daiba.com~美少女IT戦士リアルシスターズ
- o-daiba.com外伝
- リアルシスターズ サブタイトルリスト